# Sophie Amalie Ahlefeldt
Sophie Amalie Ahlefeldt (12. juni 1675, København – 24. december 1741) var en dansk adelskvinde, der var datter af storkansler Frederik Ahlefeldt (1623-1686) i hans ægteskab med grevinde Maria Elisabeth af Leiningen-Dagsburg-Hardenburg (1648-1724). Hun var hertuginde af Slesvig-Holsten-Sønderborg-Augustenborg fra 1701 til 1714 som ægtefælle til Hertug Frederik Vilhelm af Slesvig-Holsten-Sønderborg-Augustenborg.

## Ægteskab og børn
Sophie Amalie giftede sig den 27. november 1694 i Hamburg med Hertug Frederik Vilhelm af Slesvig-Holsten-Sønderborg-Augustenborg (1668-1714), yngste søn af Hertug Ernst Günther 1. af Slesvig-Holsten-Sønderborg-Augustenborg (1609-1689) i hans ægtskab med prinsesse Augusta af Slesvig-Holsten-Sønderborg-Glücksborg (1633-1701). I ægteskabet blev der født fem børn:
| Navn                                                            | Født                                                            | Død                                                             | Bemærkninger |
| Med Frederik Vilhelm af Slesvig-Holsten-Sønderborg-Augustenborg | Med Frederik Vilhelm af Slesvig-Holsten-Sønderborg-Augustenborg | Med Frederik Vilhelm af Slesvig-Holsten-Sønderborg-Augustenborg | Med Frederik Vilhelm af Slesvig-Holsten-Sønderborg-Augustenborg                                                                     |
| --------------------------------------------------------------- | --------------------------------------------------------------- | --------------------------------------------------------------- | --- |
| Christian August 1.                                             | 4. august 1696                                                  | 20. januar 1754                                                 | Hertug af Slesvig-Holsten-Sønderborg-Augustenborg 1714–1754 Gift 1720 med komtesse Frederikke Louise Danneskiold-Samsøe (1699–1744) |
| Charlotte Marie                                                 | 5. september 1697                                               | 30. april 1760                                                  | Gift 1726 med Hertug Philip Ernst af Slesvig-Holsten-Sønderborg-Glücksborg (1673–1729)                                              |
| Louise Sophie                                                   | 21. marts 1699                                                  | 16. oktober 1765                                                | |
| Auguste Vilhelmine                                              | 8. juli 1700                                                    | 8. juli 1700                                                    | |
| Frederik Karl                                                   | 10. november 1701                                               | 29. juli 1702                                                   | |

## Eksterne links
- Huset Slesvig-Holsten-Sønderborg-Augustenborg
- Ancestrylibrary